# Trait du Nord

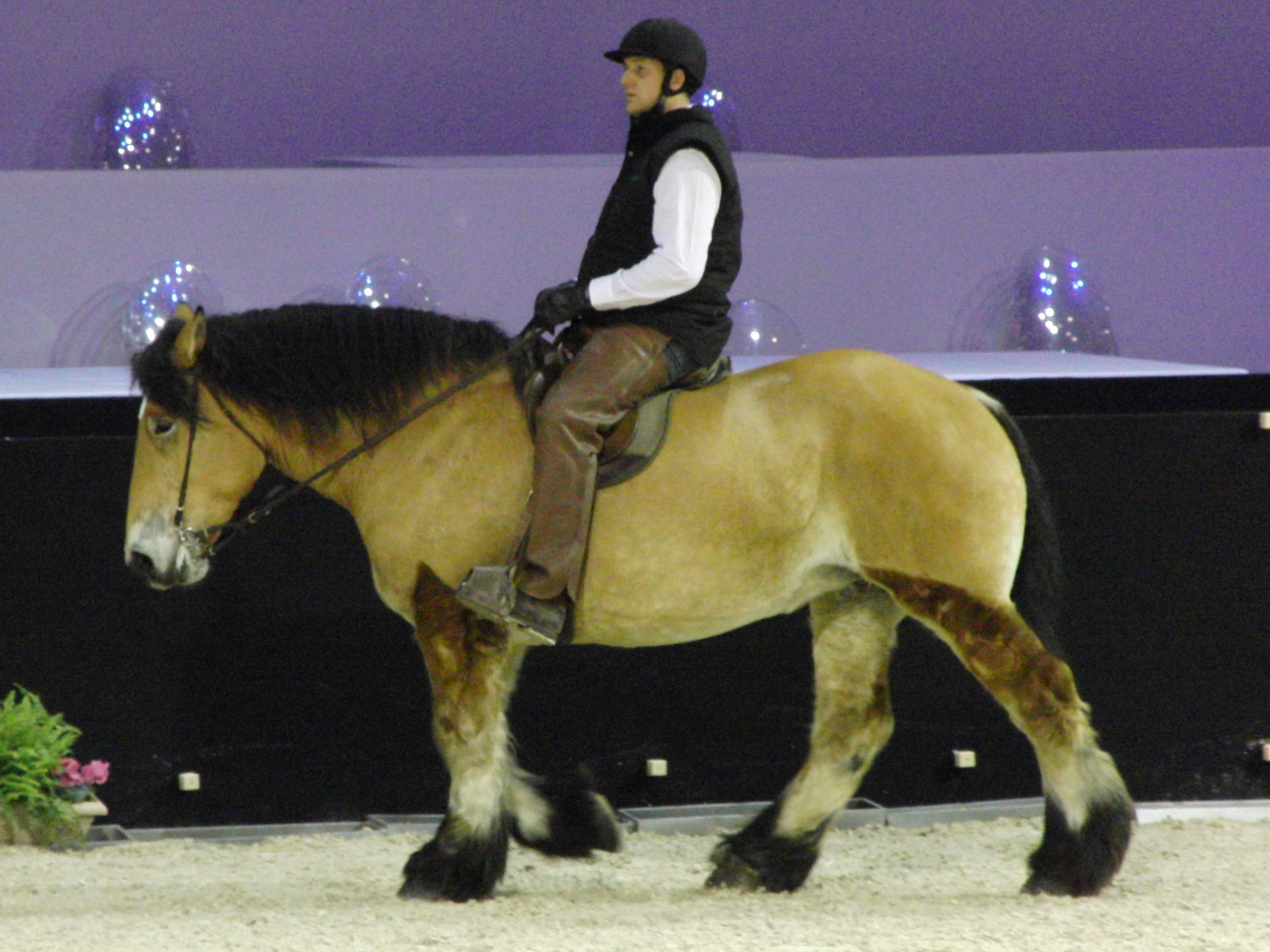
Trait du Nord v Paris' Cup Grand Prix de Paris du Cheval de Trait - Salon du cheval v Paříži 2009.

Trait du Nord je plemeno koní, pocházející z Francie. Jejich vzhled je podobný belgickému tažnému koni.

## Původ
Trait du Nord je plemeno koní, jejichž počet ve světě klesá, přesto se ještě dnes chovají v okolí francouzského města Lille, v oblasti řeky Sommy, Pas-deCalais a při řece Aisně. Tyto koně mají mnoho společného s belgickým Bulonským tažným koněm a také s Ardenským koněm. Někdy je nesprávně považují za Ardenské plemeno. Jejich plemenná kniha byla založená v roce 1919, kdy se plemeno těšilo krátkému období popularity, později zájem o něj poklesl.

## Využití
Koně Trait du nord jsou nesmírně silní s velkou tažnou silou, otužilostí a pokornou povahou. Výborně se hodí na tažné, rolnické a hospodářské práce.

## Vzhled koně
Koně mají větší hlavu na krátkém svalnatém krku, široký hrudník, nevýrazný kohoutek, krátký, rovný hřbet a neobyčejně svalnatý zadek. Nohy mají krátké a silné se správně tvarovanými kopyty. Koně jsou barvy hnědé až tmavohnědé. Dosahují výšky 155 až 165 cm.